# 道格拉斯縣 (密蘇里州)
道格拉斯縣（英語：Douglas County）是美國密蘇里州南部的一個縣。面積2,110平方公里。根據美國2000年人口普查，共有人口13,084。縣治阿瓦 (Ava)。
成立於1857年，以紀念第十六任總統阿伯拉罕·林肯在1860年的競選對手之一、民主黨的史提芬·阿諾德·道格拉斯。